# Macrogryphosaurus
Macrogryphosaurus („velký záhadný ještěr“) byl rod středně velkého ornitopodního dinosaura z kladu Elasmaria, žijícího v období rané svrchní křídy (stupeň coniac, asi před 93 až 89 miliony let) na území současné Argentiny (souvrství Sierra Barrosa). Formálně popsán byl roku 2007.

## Popis
Holotyp nese označení MUCPv-321 a jedná se o částečně zachovanou postkraniální kostru. Patřila jedinci o délce kolem 6 metrů, přitom ještě nebyl plně dorostlý. Jedná se tedy o jednoho z největších iguanodontních ornitopodů, známých z území Jižní Ameriky. Chodil převážně po všech čtyřech, i když se mohl postavit i na zadní. Byl to býložravec, žijící zřejmě ve stádech a spásající nízko rostoucí vegetaci.

## Příbuzenství
Fylogenetická analýza neumožnila zjistit přesnější příbuzenské vazby tohoto ornitopoda. Poměrně blízce příbuznými rody však mohli být ornitopodi Notohypsilophodon, Talenkauen, Trinisaura, Gasparinisaura, Morrosaurus, Anabisetia a další. Blízce příbuzným taxonem byl také rod Chakisaurus.